# Kajmak i marmelada
Kajmak i marmelada (eslovè: Formatge i melmelada) és una pel·lícula de comèdia dramàtica eslovena del 2003 sobre la relació entre un home bosnià home i una eslovena a Eslovènia, tot i que la pel·lícula comença explicant que es tracta de la minoria estigmatitzada de qualsevol nació.

## Argument
Špela, una jove eslovena viu amb el xicot bosnià Božo. Té feina mentre Božo està a l'atur i prefereix quedar-se a casa, beure cervesa i veure la televisió. Després que Špela abandona Božo a causa de la seva mandra i la seva falta de voluntat per trobar feina i torna als seus pares, demana ajuda al seu amic Goran i aconsegueix una feina com a imitador de Mickey Mouse en una fira local. Una trobada casual amb Špela la deixa menys que impressionada per la senzillesa de la feina que li sembla ridícula. De mala gana, Božo accepta l'oferta de Goran d'un treball que implica el tràfic d'immigrants il·legals d'Eslovènia a Itàlia.
En Goran perd els nervis i obliga els immigrants a acabar el seu viatge abans que arribin a Itàlia, cosa que no passa desapercebuda al seu cap després que la policia trobi els immigrants. Després d'enganyar el seu cap, Goran és apallissat, però a ell i en Božo se'ls ofereix una segona oportunitat: juntament amb dos pinxos, han d'intimidar un hostaler que havia deixat de pagar diners de protecció. Casualment, la Špela també hi és, celebrant l'aniversari del seu pare. Després de la sorpresa inicial, ataca verbalment a Božo per unir-se als criminals, però immediatament és molestada per un dels pinxos. En veure això, en Božo l'ataca amb una ampolla, fent que l'altre tregui una arma i li dispari en Božo.
Després d'aquest incident, els pinxos són arrestats, Božo és traslladat a l'hospital i Goran és novament apallissat. Després de recuperar-se de les ferides, Božo es planteja suïcidar-se, però canvia d'opinió. Špela torna a ell i li diu que està embarassada. La pel·lícula acaba amb Božo, Špela i la seva filla que ara són una família feliç.

## Repartiment
- Branko Đurić com a Božo, el noi que beve cervesa, mira futbol i està sense feina de Bòsnia.
- Tanja Ribič com a Špela, la seva esposa eslovena que l'estima, però després d'algunes baralles decideix marxar.
- Dragan Bjelogrlić com a Goran, l'amic criminal d'en Božo que troba la feina per a Božo quan aquest li demana ajuda.

## Llançament i recepció
En l'estrena de la pel·lícula es van vendre 125.000 entrades als cinemes eslovens i actualment té el rècord eslovè d'assistència al cinema nacional.
Branko Đurić va guanyar el premi a la millor actuació masculina a la XXV edició de la Mostra de València.
Branko Đurić és el marit real de Tanja Ribič. El paper de la filla de Božo i Špela és interpretat per la seva filla, Zala Đurić-Ribič.